# Marconi Express
Der Marconi Express ist eine gut fünf Kilometer lange Einschienenbahn im italienischen Bologna, die den dortigen Bahnhof Bologna Centrale mit dem Flughafen Bologna verbindet. Die Strecke wurde am 18. November 2020 eingeweiht. Die Sattelbahn ist eingleisig und durchgehend aufgeständert, sie hat drei Haltestellen. Im Jahr 2023 beförderte der Shuttlezug 1,73 Millionen Passagiere.

## Geschichte
Im ersten Projekt von 2005 sah die Trasse eine Verbindung vom Flughafen über Hauptbahnhof und Messegelände zum CAAB/Fico Agro-Food Center vor. Die Hochbahn wurde neben die Bahntrasse platziert. Im Jahr 2006 haben die Region Emilia-Romagna, die Provinz Bologna und die Gemeinde Bologna eine Rahmenvereinbarung zur Schaffung einer schnellen Verbindung zwischen dem Flughafen und dem Hauptbahnhof von Bologna geschlossen.
In 2009 wurde die Ausschreibung für den Bau an das Cooperative Costruzioni Consortium (CCC) aus Bologna vergeben, das zusammen mit ATC (später in Tper aufgegangen) das Unternehmen Marconi Express spa gründete (75 % CCC, jetzt Consorzio Integra; 25 % Tper) für den Betrieb der Einschienenbahn. Im Jahr 2012 genehmigte die Stadtverwaltung die Ausführungsplanung, die durch private Vorfinanzierung umgesetzt werden sollte. Die Bauarbeiten begannen am 31. Oktober 2015 und wurden 2018 abgeschlossen. Die Strecke sollte am 7. März 2020 in Betrieb gehen, wurde dann jedoch auf später verschoben. Der schwierige rechtliche Rahmen (es handelt sich um die erste vollautomatisch geführte Einschienenbahn in Italien) hat die Zeit für die Genehmigung der Betriebsvorschriften, die Erlangung der Gebrauchstauglichkeitszertifizierung und den Abschluss der Testphase verzögert. Am 20. September 2020 erhielt der Marconi Express von der Stadt Bologna die Genehmigung, den Fahrbetrieb für die Öffentlichkeit zu öffnen, die Einweihung erfolgte dann am 18. November 2020.
Kurz nach der Eröffnung kam es zu erheblichen Betriebsstörungen, die in einer Aussetzung des Fahrbetriebes zwischen November 2021 und Februar 2022 gipfelten.

## Strecke
Die Strecke der Einschienenbahn beginnt am Bahnhof Bologna Centrale, wo sie an den ehemaligen Bahnsteigen 12–15 in der Nähe der Via dei Carracci ihre Station hat. Sie überquert den Canale Navile und die Bahnstrecke Padua–Bologna, bevor sie die Zwischenstation Lazzaretto erreicht. Diese hat ein Kreuzungsgleis für entgegenkommende Züge und dient als Zugdepot und Werkstatt sowie Steuerungszentrale. Im weiteren Verlauf untertunnelt der Marconi Express die Schnellfahrstrecke Mailand–Bologna und überquert den Fluss Reno. Danach wird die Autostrada A14 in einer rund 95 Meter langen Brücke überspannt, bevor die Endstation am Flughafen erreicht wird. Insgesamt wird die Strecke von 125 Pfeilern getragen, die im Abstand von 35 bis 40 Meter stehen.

## Technik
Es findet das mittlere Einschienenbahnsystem P30 des schweizerischen Schienenfahrzeugbauers Intamin Verwendung. Hierbei verkehren die Fahrzeuge auf einem in sechs Metern Höhe gebauten Fahrweg, dessen typischer Säulenabstand 30 Meter beträgt, einen minimalen Kurvenradius von 30 Metern aufweist und eine Steigfähigkeit bis 10 % besitzt. Das System hat bei einer Höchstgeschwindigkeit von 80 km/h je nach Zuglänge eine Kapazität von bis zu 15.000 Personen je Stunde und Richtung.
Für den Marconi Express ist das P30 auf eine Beförderungskapazität von maximal 768 Passagiere/Stunde/Richtung ausgelegt.

## Fahrzeuge
Die Züge der Einschienenbahn sind dreiteilige Triebzüge des Typs Intamins P30/48, dabei ist der mittlere Zugteil der Motorwagen. Sie bieten bei 17,0 Metern Länge und 2,3 Metern Breite Platz für insgesamt 48 Passagiere. Die Zuggarnituren werden über 750 Volt Gleichstrom versorgt und treiben damit vier Asynchronmotoren an. Damit erreichen sie eine maximale Geschwindigkeit von 70 km/h. Die Züge sind standardmäßig mit Automatic Train Operation sowie Klimaanlage ausgestattet. Sie haben beidseitig jeweils zwei Türen.
Der Wagenpark umfasst derzeit drei Züge, die Strecke ist aber technisch für den Betrieb mit einem vierten Zug ausgelegt.

## Betrieb
Der Marconi Express wird täglich von 5:40 bis 24 Uhr im 15-Minuten-Takt bedient, in Hauptverkehrszeiten ist er auf 7,5 Minuten verdichtet. Die Fahrtzeit für die Strecke beträgt 7:20 Minuten. Der Fahrpreis für eine einfache Fahrt beträgt aktuell (Stand November 2024) 12,80 Euro.
In den Stationen gibt es Fahrkartenautomaten. Außerdem ist es möglich, die Drehkreuze direkt mit einer kontaktlosen Karte zu öffnen (Pay&Go Contactless). Dabei berechnet das System den korrekten Tarif basierend auf den Ein- und Ausgangsdrehkreuzen, sodass die Fahrgäste automatisch vom Hin- und Rückfahrtarif profitieren können, wenn die Rückfahrt innerhalb von 30 Tagen erfolgt, oder vom ermäßigten Tarif, wenn sie nur die Strecke Bologna Centrale–Lazzaretto befahren.

## Bildergalerie
Hier einige Fotos aus der Bauzeit des Marconi Express:

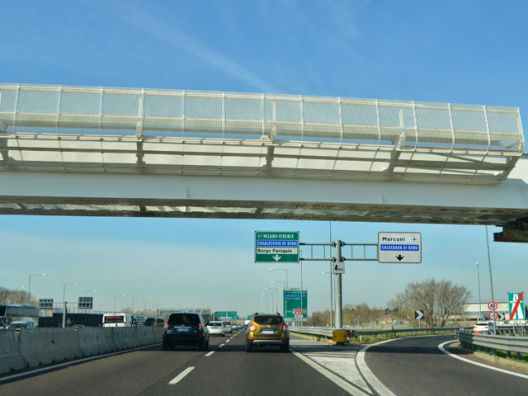
Die Querung der Autostrada A14 während des Baus (März 2017)
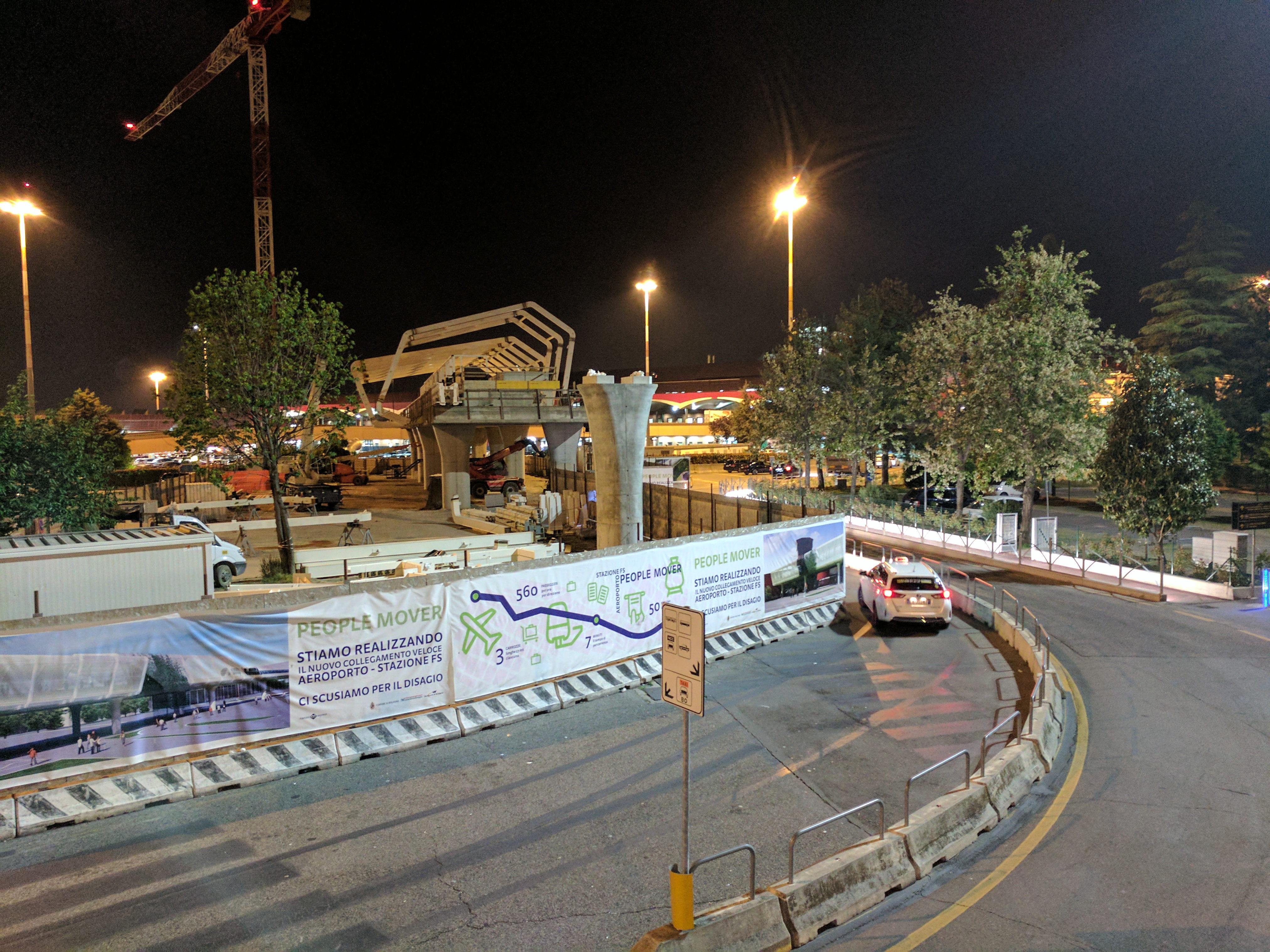
Die Baustelle der Flughafenstation (April 2017)
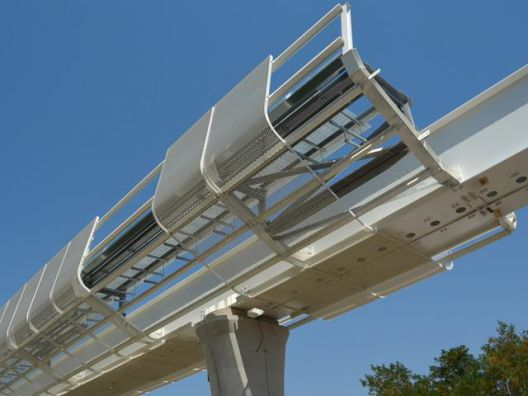
Detailansicht der Strecke im Bau nahe der Station Lazzaretto (August 2017)
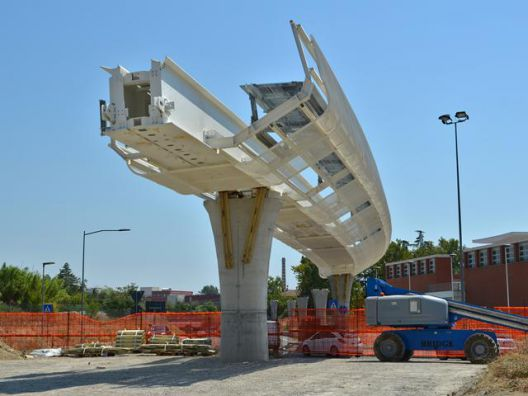
Die Strecke im Bau nahe der Station Lazzaretto (August 2017)